# Sphaerina nitidula
Sphaerina nitidula är en tvåvingeart som beskrevs av Wulp 1890. Sphaerina nitidula ingår i släktet Sphaerina och familjen parasitflugor. Inga underarter finns listade i Catalogue of Life.